# 板野パイセンっ!!〜今ドキ女子バックアップバラエティ
『板野パイセンっ!!〜今ドキ女子バックアップバラエティ』（いたのパイセンっ!!〜いまドキじょしバックアップバラエティ）は、2014年4月28日（27日深夜）から同年9月22日（21日深夜）までTBS系列で毎週月曜日（毎週日曜日深夜）0:50 - 1:20に放送されていたバラエティ番組である。
特別番組として放送された『ともちゃん友を呼ぶ!〜今ドキ女子バックアップバラエティ』を改題してレギュラー化。
板野友美の初冠番組。
TBSにおいてAKBグループメンバーの冠番組は、現役メンバーも含めると指原莉乃(HKT48（放送当時AKB48)の『さしこのくせに〜この番組はAKBとは全く関係ありません〜』終了以来、特番では2年ぶり、レギュラー放送では2年半ぶりとなった。
番組終了後、年末の特別番組として、2014年12月28日未明（27日深夜） 0:58 - 1:58に放送された。

## 概要
板野友美のマンション で、とも先輩（板野友美）と遊びに来たこじるり（小島瑠璃子）が、「今どき女子から悩みが届く魔法のパソコン」に電子メールで届く悩みや依頼を解決するため「目的地へ瞬間移動できる魔法のソファ」で野外へ飛んでいく。マンションに戻ると、「黒マントに犬のガスマスクを被った怪しいマンション管理人 」が集金や、後日談の手紙を持って訪れる。後半になると、視聴者の女子がカッコイイ男子を紹介する企画「憧れのパイセンっ」がメインになった。

## 出演者
- 板野友美
- 小島瑠璃子

## エンディングテーマ
- Girls Do ／ 板野友美

## 放送リスト
| ともちゃん友を呼ぶ! | ともちゃん友を呼ぶ! | ともちゃん友を呼ぶ!                                      | ともちゃん友を呼ぶ! | ともちゃん友を呼ぶ! |
| 回                  | 放送日              | 企画内容                                                 | ゲスト              |                     |
| ------------------- | ------------------- | -------------------------------------------------------- | ------------------- | ------------------- |
| SP                  | 2013年 10月7日      | 好きな男子に告白したい！ 夫と2人っきりでデートがしたい！ |                     |                     |

| 板野パイセンっ！！ | 板野パイセンっ！！ | 板野パイセンっ！！ | 板野パイセンっ！！                                       | 板野パイセンっ！！ |
| 回                 | 放送日             | 企画内容 | ゲスト                                                   |                    |
| ------------------ | ------------------ | --- | -------------------------------------------------------- | ------------------ |
| 1                  | 2014年 4月28日     | 片思いの同級生と高校が離れ離れになっちゃう女の子が勇気を出して告白                                                                      | -                                                        |                    |
| 2                  | 5月5日             | （たまにはパパとデートしたいという子育てママに代わって）ベビーシッター                                                                  |                                                          |                    |
| 3                  | 5月12日            | とも先輩と女子会をやりたい（ホテル＆リゾート『バリアン』）                                                                              | 中村アン                                                 |                    |
| 4                  | 5月19日            | 緊急企画 今ドキ女子の放課後スペシャル 緊急企画 小島が自分で街頭認知度調査                                                               |                                                          |                    |
| 5                  | 5月26日            | 緊急企画 今ドキ女子の放課後スペシャル！！ Part2 いろんな具材で流行りの「たこパ（たこ焼きパーティー）」                                  | -                                                        |                    |
| 6                  | 6月2日             | 番組予算をアルバイトで稼ぐ！！人生初バイトは神社で巫女さん！                                                                            |                                                          |                    |
| 7                  | 6月9日             | 番組予算をアルバイトで稼ぐ！！～ペットショップ編～ 念願のペットショップでアルバイト！                                                   |                                                          |                    |
| 8                  | 6月16日            | ～代理学校見学～ 日本で唯一のサポート校BLEA女子高等部（渋谷）に潜入！メイク授業に飛び入り参加！                                         |                                                          |                    |
| 9                  | 6月23日            | ～告白応援スペシャル～ 元彼を忘れられない女の子が勇気を出して告白                                                                       |                                                          |                    |
| 10                 | 6月30日            | ～食品サンプル作りスペシャル～ 今ドキ女子に大流行！？食品サンプルでアクセサリーを作ろう！                                               |                                                          |                    |
| 11                 | 7月7日             | ～修学旅行ツアースペシャル・前編～ とも先輩誕生日スペシャル 初めての修学旅行をプレゼント                                                | ニッチェ                                                 |                    |
| 12                 | 7月14日            | ～修学旅行ツアースペシャル・後編～ 絶叫マシン連発！お化け屋敷で非常事態？豪華女子会＆湯煙お色気シーン！？                               | ニッチェ                                                 |                    |
| 13                 | 7月28日            | 板野友美1stアルバム発売記念イベントにスタッフとして変装こじるりが潜入！ イベントスタッフの仕事内容紹介                                  | -                                                        |                    |
| 14                 | 8月4日             | 憧れのパイセン！！スペシャル 女子高生がイケメンパイセンをクイズで紹介！ 最終問題はこじるり同級生登場ドッキリでスタジオ騒然！！          | ニッチェ                                                 |                    |
| 15                 | 8月11日            | 子どもの野菜嫌いを克服したい 大の野菜嫌い4歳男児に野菜克服キャラ弁を作ってアシスト！ お忍びディズニーデート写真公開！                   |                                                          |                    |
| 16                 | 8月18日            | 憧れのパイセンっ！！スペシャル第2弾！！ ニッチェも憧れのパイセン（後輩）を紹介！                                                        | あびる優 VTR出演：ニッチェ、ばんどーら（森弘樹、安原佑） |                    |
| 17                 | 8月25日            | こじまツアーズ とも先輩にこじるりおすすめスポットを教える！ （ヴィレッジバンガード下北沢店～ウサギカフェ「Ms.BUNNY」～焼き鳥 鳥芳本店） | 電話出演：三村マサカズ（さまぁ〜ず）                     |                    |
| 18                 | 9月1日             | こじるり大号泣の告白SP 1ヶ月前に別れた元カレとやり直したい！ お嬢様女子大生が元カレに告白！果たして結果は？！                           | -                                                        |                    |
| 19                 | 9月8日             | 憧れのパイセンっ！！スペシャル第3弾！！ 有名芸能人に似ているイケメンが大集合！！そして3人のタイプは…？！                                | 河西智美                                                 |                    |
| 20                 | 9月15日            | 番組史上初！元カノに想いを引きずる今ドキ男子が勇気を出して告白！ チャラ男くんが驚きの告白プラン！果たして成功するのか？！               | -                                                        |                    |
| 21                 | 9月22日            | 憧れのパイセンっ！！スペシャル第4弾！！＆緊急告知SP エンディングで急に一旦番組の終了を告知！復活を誓って笑顔と涙でバイバイ！            | ニッチェ                                                 |                    |

| 年末特番 板野パイセンっ！！ | 年末特番 板野パイセンっ！！ | 年末特番 板野パイセンっ！！ | 年末特番 板野パイセンっ！！                    | 年末特番 板野パイセンっ！！ |
| 回                          | 放送日                      | 企画内容 | ゲスト                                         |                             |
| --------------------------- | --------------------------- | --- | ---------------------------------------------- | --------------------------- |
| SP                          | 2014年 12月28日             | 板野パイセンっ！！大告白スペシャル！！ ◇中学3年生の女の子が2歳年上の先輩に告白！板野友美と小島瑠璃子がバックアップ！！ 果たして恋は実るのか！？ ◇今ドキの街の人々の告白を大放出！！3択クイズに正解してご褒美ゲットなるか！？ ◇ホテルのスイートルームで豪華女子忘年会を開催！告白をテーマにしたトークで何が飛び出してくるのか？ | ニッチェ 佐野ひなこ 三村マサカズ（さまぁ～ず） |                             |

## ネット局

### レギュラー版
| 放送対象地域 | 放送局                    | 系列    | 放送期間                 | 放送日時                     | 遅れ日数 |
| ------------ | ------------------------- | ------- | ------------------------ | ---------------------------- | -------- |
| 関東広域圏   | TBSテレビ（TBS）          | TBS系列 | 2014年4月28日 - 9月22日  | 月曜 0:50 - 1:20（日曜深夜） | 制作局   |
| 鹿児島県     | 南日本放送（MBC）         | TBS系列 | 2014年5月15日 - 10月30日 | 木曜 0:05 - 0:35（水曜深夜） | 17日遅れ |
| 中京広域圏   | CBCテレビ（CBC）          | TBS系列 | 2014年6月19日 - 11月20日 | 木曜 2:23 - 2:53（水曜深夜） | 53日遅れ |
| 富山県       | チューリップテレビ（TUT） | TBS系列 | 2014年7月7日 - 9月22日   | 月曜 0:50 - 1:20（日曜深夜） | 70日遅れ |

### 特別番組
| 放送対象地域 | 放送局                    | 系列    | 放送日時                      | 遅れ日数   |
| ------------ | ------------------------- | ------- | ----------------------------- | ---------- |
| 関東広域圏   | TBSテレビ（TBS）          | TBS系列 | 2013年10月7日 23:58 - 翌0:58  | 制作局     |
| 岩手県       | IBC岩手放送（IBC）        | TBS系列 | 2013年10月7日 23:58 - 翌0:58  | 同時ネット |
| 山形県       | テレビユー山形（TUY）     | TBS系列 | 2013年10月7日 23:58 - 翌0:58  | 同時ネット |
| 長野県       | 信越放送（SBC）           | TBS系列 | 2013年10月7日 23:58 - 翌0:58  | 同時ネット |
| 石川県       | 北陸放送（MRO）           | TBS系列 | 2013年10月7日 23:58 - 翌0:58  | 同時ネット |
| 中京広域圏   | 中部日本放送（CBC）       | TBS系列 | 2013年10月12日 0:45 - 1:45    | 4日遅れ    |
| 愛媛県       | あいテレビ（ITV）         | TBS系列 | 2013年10月12日 15:54 - 16:54  | 5日遅れ    |
| 宮城県       | 東北放送（TBC）           | TBS系列 | 2013年10月17日 0:10 - 1:10    | 9日遅れ    |
| 新潟県       | 新潟放送（BSN）           | TBS系列 | 2013年10月21日 23:58 - 翌0:58 | 14日遅れ   |
| 静岡県       | 静岡放送（SBS）           | TBS系列 | 2013年10月23日 1:18 - 2:18    | 15日遅れ   |
| 福岡県       | RKB毎日放送（RKB）        | TBS系列 | 2013年10月28日 23:58 - 翌0:58 | 21日遅れ   |
| 青森県       | 青森テレビ（ATV）         | TBS系列 | 2013年10月29日 23:58 - 翌0:58 | 22日遅れ   |
| 鹿児島県     | 南日本放送（MBC）         | TBS系列 | 2013年10月30日 0:05 - 1:05    | 22日遅れ   |
| 福島県       | テレビユー福島（TUF）     | TBS系列 | 2013年10月31日 0:13 - 1:13    | 23日遅れ   |
| 広島県       | 中国放送（RCC）           | TBS系列 | 2013年11月27日 23:58 - 翌0:58 | 51日遅れ   |
| 近畿広域圏   | 毎日放送（MBS）           | TBS系列 | 2013年11月28日 0:59 - 1:59    | 51日遅れ   |
| 沖縄県       | 琉球放送（RBC）           | TBS系列 | 2014年3月12日 1:28 - 2:28     | 155日遅れ  |
| 富山県       | チューリップテレビ（TUT） | TBS系列 | 2014年6月13日 1:00 - 2:00     | 246日遅れ  |

### 年末特番
| 放送対象地域 | 放送局                | 系列    | 放送日時                   | 遅れ日数   |
| ------------ | --------------------- | ------- | -------------------------- | ---------- |
| 関東広域圏   | TBSテレビ（TBS）      | TBS系列 | 2014年12月28日 0:58 - 1:58 | 制作局     |
| 山形県       | テレビユー山形（TUY） | TBS系列 | 2014年12月28日 0:58 - 1:58 | 同時ネット |
| 長野県       | 信越放送（SBC）       | TBS系列 | 2014年12月28日 0:58 - 1:58 | 同時ネット |
| 静岡県       | 静岡放送（SBS）       | TBS系列 | 2014年12月28日 0:58 - 1:58 | 同時ネット |
| 中京広域圏   | 中部日本放送（CBC）   | TBS系列 | 2014年12月30日 2:45 - 3:45 | 2日遅れ    |

## スタッフ

### レギュラー版
- ナレーション：田所あずさ[4]
- 構成：渡辺健久、永井孝裕
- TP：檜山忠
- SW：佐藤文
- CAM：三好哲也、杉山紀行、安達良
- VE：中村寿昌、善方光一
- AUD：楠部達也
- VTR：徳永一馬
- デザイン：前田香織
- 美術進行：清水基恵
- 大道具：小宮山博章
- 小道具：石井琢也
- 電飾：黒野堅太郎
- ヘアメイク：今村友美（roraima）、平野琴恵（オサレカンパニー）、山本晶子、柏谷ゆ～すけ（Addict Case）
- 編集：東勇輝
- MA：石田雅一
- 音響効果：長濱麻衣子
- CG：早川美和子
- 技術協力：池田屋、STUDIO38
- 美術協力：TACreate
- リサーチ：フルタイム、フリード
- テロップ：昭和書体
- 編成：前田麻友→福田健太郎・吉本香苗（TBS）
- 宣伝：眞鍋武（TBS）
- AP：近田雅美、奥村麻美子
- ディレクター：小林恵美、清水彰介、郡亮太、吉野真一郎、飯田亮太
- プロデューサー：松沢健介（ホリプロ）、堤智志（ホリプロ）
- 演出：城間康男（グスク）
- 企画・プロデューサー：西尾聖（ホリプロ）
- 製作：ホリプロ、TBS

### 特別番組
- ナレーション：田所あずさ
- 構成：渡辺健久、永井孝裕
- CAM：三好哲也
- VE：善方光一
- AUD：中村寿昌
- 照明：笹川満
- デザイン：前田香織
- 美術進行：清水基恵
- 大道具：小宮山博章
- 小道具：石井琢也
- ヘアメイク：今村友美（roraima）、平野琴恵（オサレカンパニー）、日高綾子
- 編集：東勇輝
- MA：石田雅一
- 音響効果：長濱麻衣子
- CG：早川美和子
- 技術協力：池田屋、STUDIO38
- 美術協力：TACreate
- ロケ協力：梨木館、港北 TOKYU S.C.
- リサーチ：フォーミュレーション、フルタイム
- 編成：前田麻友（TBS）
- 番宣：酒井美沙樹（TBS）
- 制作プロデューサー：堤智志（ホリプロ）
- AD：佐竹愛
- ディレクター：井上康紀、岩永紗代美（メロウライフ）、内田憲一
- 演出：城間康男（グスク）
- プロデューサー：西尾聖（ホリプロ）
- 製作：ホリプロ、TBS